# Apanteles myron
Apanteles myron är en stekelart som beskrevs av Nixon 1973. Apanteles myron ingår i släktet Apanteles och familjen bracksteklar. Inga underarter finns listade i Catalogue of Life.